# Olendon
Olendon (ɔ.lɑ̃.dɔ̃ⓘ) es una población y comuna francesa, situada en la región de Baja Normandía, departamento de Calvados, en el distrito de Caen y cantón de Morteaux-Coulibœuf.

## Demografía
| 176 | 160 | 147 | 174 | 185 | 168 |
| Para los censos de 1962 a 1999 la población legal corresponde a la población sin duplicidades (Fuente: INSEE [Consultar]) |     |     |     |     |     |